# Wambaix
Wambaix is een gemeente in het Franse Noorderdepartement (regio Hauts-de-France) en telt 311 inwoners (2004). De plaats maakt deel uit van het arrondissement Cambrai.

## Geografie
De oppervlakte van Wambaix bedraagt 6,2 km², de bevolkingsdichtheid is 50,2 inwoners per km².

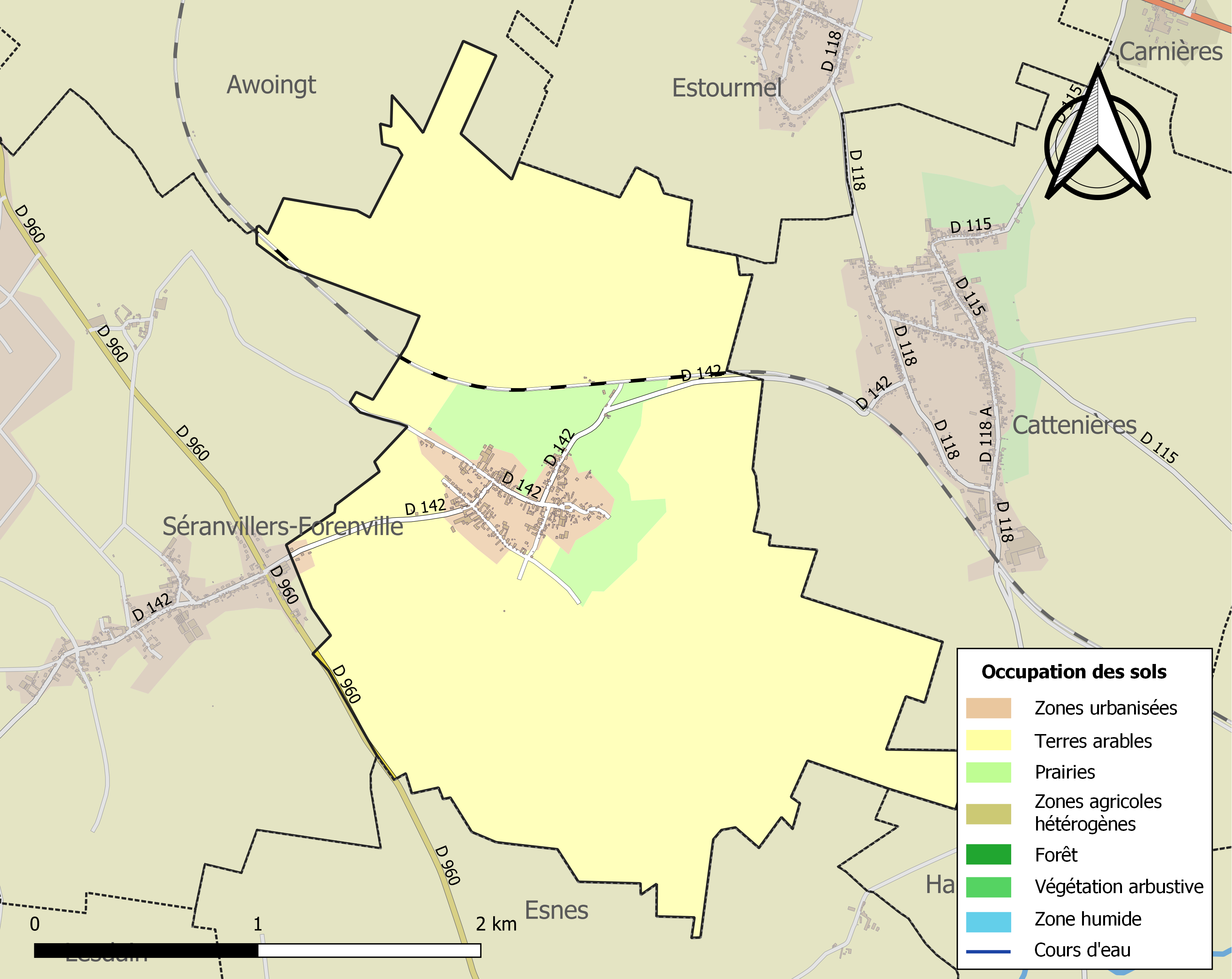
Kaart van de gemeente met de belangrijkste infrastructuur, bodemgebruik en omliggende gemeenten

## Verkeer en vervoer
In de gemeente ligt spoorwegstation Wambaix.

## Demografie
Onderstaande figuur toont het verloop van het inwonertal (bron: INSEE-tellingen).